# 平安南道 (韩国)
平安南道（：／ Pyeong'annam do */?）是根据大韩民国法律划分的一个道，实际上由朝鲜民主主义人民共和国管辖。由于韩国声称其为朝鲜半岛的唯一合法政权，因此在韩国官方出版的地图包括了该区域。该区域除了包括朝鮮平安南道外，还包括朝鮮平壤市和南浦市。
平安南道属于以北五道之一，其事务归以北五道委员会管理。

## 人口
根据2008年的统计数据，该道的总人口有730万7084人。

## 行政区划
韩国主张的平安南道行政区划共设2市、14郡。

### 市
- 平壤市（평양）
- 鎭南浦市（진남포）

### 郡
- 大同郡（대동）
- 中和郡（중화）
- 江西郡（강서）
- 江東郡（강동）
- 龍岡郡（용강）
- 順川郡（순천）
- 安州郡（안주）
- 平原郡（평원）
- 价川郡（개천）
- 德川郡（덕천）
- 寧遠郡（영원）
- 孟山郡（맹산）
- 陽德郡（양덕）
- 成川郡（성천）